# 런던 해즈 폴른
《런던 해즈 폴른》(영어: London Has Fallen)는 2016년에 공개된 미국의 정치 액션 스릴러 영화이다. 제라드 버틀러, 에런 엑하트, 모건 프리먼이 주연하였다. 폴른 프랜차이즈 두 번째 작품으로 《백악관 최후의 날》(2013)의 속편이며, 후속작은 《엔젤 해즈 폴른》(2019)이다.

## 줄거리
G8 정보기관들이 공조해 파키스탄 테러리스트 아미르 바르카위의 위치를 추적하고 미국 공군에게 드론 공격 허가를 내려 그날 결혼식이 있던 바르카위의 딸을 비롯한 가족들을 함께 살해한다.
2년 뒤 실은 살아남았던 바르카위는 복수를 위해 아들과 음모를 짜고 영국 총리를 독살하여 남은 G7 정상들이 런던 세인트폴 대성당 장례식에 참석하게 만든다. 이들은 캐나다, 독일, 일본, 이탈리아, 프랑스 정상을 살해하면서 런던을 쑥대밭으로 만들기 시작한다.

## 출연
- 제라드 버틀러 - 비밀경호국 요원 마이크 배닝 역
- 에런 엑하트 - 대통령 벤저민 애셔 역
- 모건 프리먼 - 부통령 앨런 트럼불 역
- 앤절라 배싯 - 비밀경호국 국장 린 제이컵스 역
- 로버트 포스터 - 육군참모총장 에드워드 클레그 장군 역
- 재키 얼 헤일리 - 대통령 부비서실장 DC 메이슨 역
- 멀리사 리오 - 국방부 장관 루스 해밀턴 역
- 라다 미첼 - 리아 배닝 역
- 숀 오브라이언 - 비밀경호국 부국장 레이 먼로 역
- 샬럿 라일리 - MI6 요원 재클린 "잭스" 마셜 역
- 콜린 새먼 - 광역경찰청장 케빈 해저드 역
- 브라이언 라킨 - SAS 지휘관 윌 데이비스 역
- 아델 벤셰리프 - 라자 만수르 역
- 시바니 가이

## 기타 제작진
- 총괄 제작: 하이디 조 마켈, 아비 러너, 트레버 쇼트, 보아즈 다비드손
- 공동 제작: 피터 헤슬롭, 대니엘 로빈슨
- 라인 제작: 딜립 싱 라토르
- 배역: 일레인 그레인저, 마리아나 스탄셰바
- 미술: 조엘 콜린스
- 의상: 스테퍼니 콜리
- 분장: 월도 메이슨, 야나 스토야노바
- 헤어: 린다 암스트롱
- 제작 관리: 발렌틴 디미트로프, 토드 길버트, 지넷 헤일리, 베셀린 카라조프
- 조감독: 스튜어트 해밀턴, 제이미 맥더못, 이반 미토프
- 특수 효과: 이보 지브코프, 마크 메딩스